# Самойленко Вадим Петрович
Вадим Петрович Самойленко — полковник Збройних Сил України. Лицар ордену Богдана Хмельницького III ступеня.

## Життєпис
На 2024 рік полковник Вадим Самойленко командував 151-ю механізованою бригадою.